# Le général dort debout
Pour plus de détails, voir Fiche technique et Distribution.
Le général dort debout (Il generale dorme in piedi) est une comédie à l'italienne de Francesco Massaro sortie en 1972.
Cette comédie fait référence au plan Solo, un projet de coup d'état militaire anticommuniste à la fin des années 1960, à la même époque que la dictature des colonels grecque.

## Synopsis
Le colonel de l'armée de terre italienne Leone, un médecin vétérinaire droit et diligent, souffre d'un problème très grave pour lui : lorsqu'il dort sur le dos, il est en proie à des cauchemars agités dans lesquels, presque comme s'il était une tout autre personne, il se retrouve à débiter des phrases anarchistes et antimilitaristes incendiaires dans son sommeil.
Ayant atteint le seuil de la retraite, après une série de promotions ratées, qu'il attribue au fait qu'il a un frère anarchiste, il est transféré à la Scuola di Sanità Militare de Florence.
À ce stade, le colonel, après qu'un de ses amis-ennemis a été promu au rang de général, décide d'écrire un livre sur sa carrière dans l'armée, révélant les innombrables contradictions de l'armée pendant la période de guerre. Ce document suscite l'inquiétude de ses supérieurs qui, souhaitant éviter sa publication, qui porterait gravement atteinte à leur image, proposent un échange à l'officier : la promotion souhaitée en échange de son silence.
Un général de haut rang fait remarquer au colonel que pour obtenir la promotion, il doit passer son diplôme de médecine le plus rapidement possible : le colonel lui répond que sa promotion serait plus que méritée puisque ses supérieurs, depuis le début de sa carrière, lui ont toujours permis d'opérer et de soigner des milliers de soldats, alors qu'il n'était pas qualifié pour le faire. 

## Fiche technique
- Titre français : Le général dort debout[3]
- Titre original italien : Il generale dorme in piedi[4]
- Réalisateur : Francesco Massaro
- Scénario : Ugo Pirro, Giuseppe D'Agata (it), Francesco Massaro
- Photographie : Dario Di Palma
- Montage : Ruggero Mastroianni
- Musique : Fiorenzo Carpi, orchestre dirigé par Bruno Nicolai
- Décors : Francesco Bronzi (it)
- Production : Ugo Tucci
- Sociétés de production : UTI Produzioni Associate, Juppiter Generale Cinematografica
- Pays de production :  Italie
- Langue originale : italien
- Format : Couleur - 1,66:1
- Durée : 96 minutes
- Genre : Comédie à l'italienne
- Dates de sortie :
  - Italie : 31 octobre 1972 (Milan)
  - France : 1975[3]

## Distribution
- Ugo Tognazzi : Colonel Umberto Leone
- Mariangela Melato : Lola Pigna
- Franco Fabrizi : Capitaine Beltrani
- Mario Scaccia : Général Arturo Pigna
- Sandro Merli : Lieutenant Cicuta
- Stefano Satta Flores : officier de piquetage
- Checco Rissone : Général Cicciolo
- Flavio Bucci : Bucci
- Enzo Robutti : Lieutenant Mancini
- Piero Nuti : l'assistant du Colonel Leone
- Daniele Vargas : Lieutenant-Colonel Poli
- Georges Wilson : général
- Edda Ferronao : Sœur Céleste

## Production
Le film laisse entendre la préparation d'un coup d'État militaire, qui avait en réalité été planifié à la fin des années 1960 et devait s'appeler le plan Solo ; le même thème sera repris l'année suivante dans un autre film avec Ugo Tognazzi, Nous voulons les colonels. Paolo Pietrangeli était l'assistant réalisateur du film. 
Il s'agit du premier long métrage réalisé par Francesco Massaro. Le scénario est adapté du roman du même nom écrit par Giuseppe D'Agata (it). Il a été tourné à Tunis, Rome et Florence.